# Michael Jeter
Michael Jeter (Lawrenceburg, 26 de agosto de 1952 - Los Angeles, 30 de março de 2003) foi um premiado ator norte-americano.
Ficou conhecido quando intepretou Eduard Delacroix em À Espera de um Milagre em 1999 e o Udesky em Jurassic Park 3 em 2001.

## Biografia

### Carreira
Seu olhar desolado, flexibilidade e grande energia levou Tommy Tune a colocá-lo na Off-Broadway Cloud 9 e, na Broadway, em um papel memorável no musical Grand Hotel, pelo qual ganhou o Prêmio Tony em 1990. Muito de seu trabalho no cinema e na TV se resume em interpretar personagens pretensiosos e/ou excêntricos como em The Fisher King, Fear and Loathing in Las Vegas, e Drop Zone. Embora, ocasionalmente, Jeter fosse capaz de ficar longe desses trabalhos e trabalhar em papéis mais atraentes como em Jurassic Park III, Air Bud, The Green Mile e Open Range. Em 1992, Jeter ganhou o Prêmio Emmy por seu trabalho no seriado Evening Shade. Ele também era um dos favoritos entre o público jovem por representar o irmão de "Mr. Noodle's em Sesame Street (1999-2004). Os filmes O Expresso Polar e Open Range são dedicados à sua memória.

### Vida pessoal
Jeter nunca negou ser gay. Declarou ter problemas com drogas e álcool. Por um curto período se afastou do entretenimento. Voltou nas vozes de Smokey e Steamer no filme O Expresso Polar, pelo qual foi elogiado. Esse foi seu último trabalho no cinema e o filme foi dedicado a ele com uma declaração no final dos créditos aonde se lia "Dedicado à memória de Michael Jeter" ao lado de sua foto. Em 1997 foi diagnosticado como portador de HIV.

## Morte
Apesar de ser soropositivo, Jeter morreu no dia 30 de março de 2003 , vitíma um ataque epilético aos 50 anos de idade. Michael Jeter foi cremado, suas cinzas foram espalhadas no Texas.

## Trabalhos
| Ano  | Filme                        |
| ---- | ---------------------------- |
| 2004 | O Expresso Polar             |
| 2003 | Pacto de Justiça             |
| 2002 | Tudo por um Segredo          |
| 2001 | Jurassic Park III            |
| 2000 | O Dom da Premonição          |
| 2000 | Um Sinal de Esperança        |
| 2000 | Crime Verdadeiro             |
| 1999 | À Espera de um Milagre       |
| 1998 | Thursday                     |
| 1998 | O Pequeno Chefe Vermelho     |
| 1998 | Patch Adams                  |
| 1998 |                              |
| 1998 | The Naked Man                |
| 1997 | MouseHunt                    |
| 1997 | Bud - O Cão Amigo            |
| 1996 | The Boys Next Door           |
| 1995 | Waterworld                   |
| 1994 | Zona Mortal                  |
| 1993 | Mudança de Hábito 2          |
| 1991 | The Fisher King              |
| 1989 | Tango & Cash - Os Vingadores |
| 1989 | Na Trilha dos Assassinos     |
| 1986 | Um Dia a Casa Cai            |
| 1983 | Zelig                        |
| 1981 | Na época do ragtime          |
| 1979 | Hair                         |

## Televisão
- Mrs. Santa Claus (1996, as Santa's right-hand elf)
- Evening Shade (1990-1994, como Herman Stiles)
- Tales of the City (1994 minissérie da PBS)
- Gypsy (1993 TV version)
- Sesame Street: Elmo's friend "Mr. Noodle's Brother, Mr. Noodle"
- Picket Fences
- Hothouse (1988)
- From Here to Eternity
- Taken
- Alice at the Palace (1981)

## Teatro
| Peça               |
| ------------------ |
| Once in a Lifetime |
| G. R. Point        |
| Cloud 9            |
| Grand Hotel        |
| Alice in Concert   |
| Greater Tuna       |